# 郑和山脉
郑和山脉（Zheng He Montes）是冥王星表面的一座山脉，位于汤博区的西部，邻近巴雷山脉与科列塔德达多斯丘，由新视野号于2015年发现并命名。其名称源于中国明代航海家郑和。